# Paraná (stát)
Paraná je spolkový stát Brazilské federativní republiky, nacházející se na jihu Brazílie, v Jižním regionu.

## Geografie
Paraná sousedí s těmito brazilskými státy: São Paulo (na severu a severovýchodě), Santa Catarina (na jihu) a Mato Grosso do Sul (na severozápadě). Tento stát také sousedí s Argentinou (na jihozápadě) a s Paraguayí (na západě). Má rozlohu 199 709 km².
Stát Paraná tvoří dva základní geografické regiony: úzká pobřežní zóna Serra do Mar pokrytá pobřežními lesy a náhorní plošina (750 – 900 metrů vysoká) jejíž strmé, hluboce erodované východní svahy jsou známé jako Serra do Mar nebo Serra de Cubatao.
Jižní a centrální části státu pokrývají deštné lesy Araucaria, na velkých plochách roste cesmína paraguayská (cesmína paraguayensis), známá v Brazílii jako "erva mate", z které se vyrábí čaj Chimarrao. Západní část státu kolem řeky Paraná je velmi vlhká, nižší východní a severní části státu jsou kryté Parana - Paraiba vnitřním lesním ekosystémem.
Mezi důležité řeky patří Paraná, Paranapanema a její přítoky Cinza, Tibagi, Ivai, Piquiri, Jejuí Guazú, a Iguaçu. Paranapanema a její malý přítok Itarare, tvoří hranici se státem São Paulo, a Iguaçu se státem Santa Catarina a s Argentinou. Paranapanema i Iguaçu pramení v Serra do Mar a tečou západním směrem do řeky Paraná. Další řeky jsou kratší a na mnoha z nich jsou četné peřeje a vodopády. Dvacet mil před ústím řeky Iguaçu do řeky Paraná se nacházejí světoznámé vodopády Iguaçu, vysoké přes 70 metrů. Vodopádů je asi 150 a tvoří největší systém vodopádů na světě, jsou obklopeny subtropickými lesy.
Povrch území státu je zvlněný a převážná většina je přizpůsobená zemědělským a pastýřským účelům.
Stát Paraná omývají vody Atlantského oceánu. Rozkládá se zhruba na 24° jižní zeměpisné šířky a 51° východní zeměpisné délky. Náleží do časového pásma GMT – 3 hodiny. Tři čtvrtiny státu se nacházejí jižně od obratníku kozoroha.

## Obyvatelstvo
Podle IBGE z roku 2007, žilo ve státě Paraná 10 410 000 obyvatel. Hustota zalidnění byla 52,1 obyv/km2.
Urbanizace dosáhla hodnoty: 84,5% (2006), přírůstek obyvatelstva: 1,4% (1991–2000).
Část obyvatelstva státu má evropské kořeny. Hlavně zde najdeme potomky imigrantů z Polska, ti převládají v centrálních a jižních regionech, hlavně kolem hlavního města Curitiba. Italové převládají v hlavním městě Curitiba a na pobřeží. Ukrajinci v několika městech jako Prudentopolis. Němci v okolí města Rolandia. Potomci Portugalců jsou všude přítomni. Na severu státu žije silná komunita Libanonců a Syřanů, kolem města Foz do Iguaçu.
Mezi největší města státu Paraná patří: Curitiba (hlavní město), Londrina, Maringá, Ponta Grossa, Foz do Iguaçu a Cascavel.

## Hospodářství
Sektor služeb se na tvorbě HDP podílí 41.6%, průmysl 40%, zemědělství představuje 18.4% (2004).
Paraná exportuje: sojové boby 34.2%, vozidla 21.4%, dřevo 10%, zmrazené maso 8.2%, jiné zemědělské produkty 8.8% (2002).
Tento stát tvoří 5.9% z HDP Brazílie (2005). Hodnota HDP na jednoho obyvatele zde dosahovala v roce 2005 US$ 5,400, čemuž odpovídá 8. v Brazílii a je to hodnota srovnatelná s výší HDP Turecka.

## Doprava
Aeroporto Internacional de Curitiba - Afonso Pena je mezinárodní letiště v Curitibě. Další mezinárodní letiště Aeroporto Internacional de Foz do Iguaçu spojuje stát Paraná s ostatními brazilskými státy i s mnoha zeměmi světa. Díky tomuto letišti, řece Paraná a železničním tratím je město Foz do Iguaçu důležitým dopravním uzlem celé oblasti.

## Zajímavosti
Paraná má jeden z nejzachovalejších subtropických lesů světa. Na hranici s Argentinou se nachází národní park Iguaçu, známý svými vodopády na řece Iguaçu, přitahuje kolem 700 tisíc turistů ročně.
Jen asi 40 km tam odtud, na hranici s Paraguayí, se nachází největší vodní elektrárna světa – Itaipú. Přírodní park Vila Velha, který je známý svými ohromnými skalnatými formacemi vybudovanými erozí větru a deště, nacházející se blízko města Ponta Grossa, je další atraktivní lokalitou státu Paraná. Hlavní města státu Curitiba je také dalším cílem turistů.